# Lijst van Weense metrostations
Dit is een lijst van alle metrostations van de metro van Wenen. Sinds september 2017 zijn 98 stations in gebruik, als er per lijn wordt geteld beloopt het aantal 109 omdat dan overstapstations meer keren geteld worden. Er zijn 2 spookstations en 7 stations in aanbouw.

## Stations in gebruik
| Lijn   | Station              | Overstappunt                         | Bezienswaardigheden | Bijzonderheden | Weens Bezirk                          | Ligging                        | Geopend          |
| ------ | -------------------- | ------------------------------------ | --- | --- | ------------------------------------- | ------------------------------ | ---------------- |
| 1003 ! | Aderklaaer Straße    |                                      | | | Floridsdorf                           | 48° 15′ 48″ NB, 16° 27′ 6″ OL  | 2 september 2006 |
| 1022 ! | Alaudagasse          |                                      | | | Favoriten                             | 48° 09′ 11″ NB, 16° 22′ 57″ OL | 2 september 2017 |
| 6016 ! | Alser Straße         |                                      | Sankt Anna Kinderziekenhuis                                                                                                | historische Otto Wagner-stijl | Hernals                               | 48° 13′ 1″ NB, 16° 20′ 31″ OL  | 7 september 1989 |
| 1007 ! | Alte Donau           |                                      | Alte Donau | | Donaustadt                            | 48° 14′ 17″ NB, 16° 25′ 28″ OL | 3 september 1982 |
| 6027 ! | Alterlaa             |                                      | Woontorens Alterlaa | | Liesing                               | 48° 09′ 4″ NB, 16° 19′ 1″ OL   | 15 april 1995    |
| 1021 ! | Altes Landgut        |                                      | | | Favoriten                             | 48° 09′ 45″ NB, 16° 22′ 59″ OL | 2 september 2017 |
| 6026 ! | Am Schöpfwerk        |                                      | | | Meidling                              | 48° 09′ 39″ NB, 16° 19′ 27″ OL | 15 april 1995    |
| 2023 ! | Aspern Nord          |                                      | | | Donaustadt                            | 48° 14′ 4″ NB, 16° 30′ 16″ OL  | 5 oktober 2013   |
| 2020 ! | Aspernstraße         |                                      | | | Donaustadt                            | 48° 13′ 22″ NB, 16° 28′ 31″ OL | 2 oktober 2010   |
| 6024 ! | Meidling             | S1, S2, S3, S4, S8, S9, S15, WLB     | treinstation Wien Meidling                                                                                                 | Informatiekantoor van de Wiener Linien                                                                                                  | Meidling                              | 48° 10′ 30″ NB, 16° 20′ 7″ OL  | 7 oktober 1989   |
| 4017 ! | Braunschweiggasse    |                                      | | | Hietzing                              | 48° 11′ 22″ NB, 16° 17′ 44″ OL | 20 december 1981 |
| 6019 ! | Burggasse-Stadthalle |                                      | Wiener Stadthalle (evenementenhal), Hoofdbibliotheek van Wenen                                                             | historische Otto Wagner-stijl | Neubau Rudolfsheim-Fünfhaus           | 48° 12′ 14″ NB, 16° 20′ 14″ OL | 7 oktober 1989   |
| 1009 ! | Donauinsel           |                                      | Strand, Donauinsel | Station op de Reichsbrücke | Donaustadt                            | 48° 13′ 42″ NB, 16° 24′ 34″ OL | 3 september 1982 |
| 2015 ! | Donaumarina          |                                      | Marina Wien | | Leopoldstadt                          | 48° 12′ 23″ NB, 16° 25′ 54″ OL | 2 oktober 2010   |
| 2019 ! | Donauspital          |                                      | Ziekenhuis SMZ-Ost | | Donaustadt                            | 48° 13′ 10″ NB, 16° 27′ 58″ OL | 2 oktober 2010   |
| 2016 ! | Donaustadtbrücke     |                                      | Alte Donau, Neue Donau, Donauinsel                                                                                         | | Donaustadt                            | 48° 12′ 42″ NB, 16° 25′ 26″ OL | 2 oktober 2010   |
| 6010 ! | Dresdner Straße      |                                      | Lorenz-Böhler-Unfallkrankenhaus (ziekenhuis)                                                                               | | Brigittenau                           | 48° 14′ 15″ NB, 16° 22′ 51″ OL | 4 mei 1996       |
| 3020 ! | Enkplatz             |                                      | | | Simmering                             | 48° 10′ 31″ NB, 16° 24′ 55″ OL | 2 december 2000  |
| 3017 ! | Erdberg              |                                      | Arena Wien | Metroverkeersleiding | Landstraße                            | 48° 11′ 29″ NB, 16° 24′ 52″ OL | 6 april 1991     |
| 6028 ! | Erlaaer Straße       |                                      | | | Liesing                               | 48° 08′ 48″ NB, 16° 18′ 59″ OL | 15 april 1995    |
| 6007 ! | Wien Floridsdorf     | S1, S2, S3, S4, S7, S8, S9, S15      | | Informatiekantoor van de Wiener Linien                                                                                                  | Floridsdorf                           | 48° 15′ 23″ NB, 16° 24′ 0″ OL  | 4 mei 1996       |
| 4003 ! | Friedensbrücke       |                                      | | | Alsergrund                            | 48° 13′ 38″ NB, 16° 21′ 53″ OL | 8 mei 1976       |
| 3018 ! | Gasometer            |                                      | Verbouwde Gasometer in winkels en woningen                                                                                 | | Simmering                             | 48° 11′ 7″ NB, 16° 25′ 3″ OL   | 2 december 2000  |
| 1002 ! | Großfeldsiedlung     |                                      | | | Floridsdorf                           | 48° 16′ 16″ NB, 16° 26′ 53″ OL | 2 september 2006 |
| 6021 ! | Gumpendorfer Straße  |                                      | Raimundtheater, AIDS-Hilfe-Haus                                                                                            | historische stijl van Otto Wagner | Mariahilf                             | 48° 11′ 27″ NB, 16° 20′ 16″ OL | 7 oktober 1989   |
| 6009 ! | Handelskai           | S1, S2, S3, S4, S7, S8, S9, S15, S45 | Millennium Tower Wien, Winkelcentrum Millennium City                                                                       | | Brigittenau                           | 48° 14′ 31″ NB, 16° 23′ 8″ OL  | 4 mei 1996       |
| 2018 ! | Hardeggasse          |                                      | | | Donaustadt                            | 48° 13′ 15″ NB, 16° 27′ 28″ OL | 2 oktober 2010   |
| 2022 ! | Hausfeldstraße       |                                      | | | Donaustadt                            | 48° 14′ 0″ NB, 16° 29′ 8″ OL   | 5 oktober 2013   |
| 4001 ! | Heiligenstadt        | S40, S45                             | Karl-marx-hof, Hohe Warte, verder met bus 38A naar de Kahlenberg                                                           | | Döbling                               | 48° 14′ 57″ NB, 16° 21′ 55″ OL | 8 mei 1976       |
| 3010 ! | Herrengasse          |                                      | Regeringscentrum, Hofburg, Minoritenkirche, Spaanse Rijschool, Michaelerplatz                                              | | Innere Stadt                          | 48° 12′ 34″ NB, 16° 21′ 57″ OL | 6 april 1991     |
| 4016 ! | Hietzing             |                                      | Slot Schönbrunn, Dierentuin Schönbrunn                                                                                     | Oud keizerlijk hofpaviljoen van de Weense Stadtbahn in de stijl van Otto Wagner                                                         | Hietzing                              | 48° 11′ 15″ NB, 16° 18′ 18″ OL | 31 augustus 1981 |
| 4020 ! | Hütteldorf           | S2, S3, S15, S45, S50                | Gerhard-Hanappi-Stadion stadion van Rapid Wien, Lainzer Tiergarten                                                         | | Penzing                               | 48° 11′ 50″ NB, 16° 51′ 41″ OL | 20 december 1981 |
| 3003 ! | Hütteldorfer Straße  |                                      | | | Penzing                               | 48° 11′ 59″ NB, 16° 18′ 43″ OL | 5 december 1998  |
| 6011 ! | Jägerstraße          |                                      | Technologisches Gewerbemuseum                                                                                              | | Brigittenau                           | 48° 14′ 7″ NB, 16° 22′ 9″ OL   | 4 mei 1996       |
| 3004 ! | Johnstraße           |                                      | Meiselmarkt | | Rudolfsheim-Fünfhaus                  | 48° 11′ 51″ NB, 16° 19′ 14″ OL | 3 september 1994 |
| 6017 ! | Josefstädter Straße  |                                      | | historische Otto Wagner-stijl | Josefstadt                            | 48° 12′ 41″ NB, 16° 20′ 21″ OL | 7 oktober 1989   |
| 1006 ! | Kagran               |                                      | Winkelcentrum „Donauzentrum“, IJshockeystadion Albert-Schultz-Halle                                                        | | Donaustadt                            | 48° 14′ 36″ NB, 16° 26′ 0″ OL  | 3 september 1982 |
| 1005 ! | Kagraner Platz       |                                      | | | Donaustadt                            | 48° 15′ 2″ NB, 16° 26′ 37″ OL  | 2 september 2006 |
| 1008 ! | Kaisermühlen         |                                      | UNO-City Verenigde Naties en IAEO, Donaupark, Donautoren                                                                   | | Donaustadt                            | 48° 13′ 58″ NB, 16° 24′ 59″ OL | 3 september 1982 |
| 3015 ! | Kardinal-Nagl-Platz  |                                      | | | Landstraße                            | 48° 11′ 51″ NB, 16° 23′ 59″ OL | 6 april 1991     |
| 1015 ! | Karlsplatz           | Badner Bahn                          | Weense opera, Karlskirche, Wiener Secession, Winkelstraat Kärntner Straße, Albertina, Technische Universiteit Wenen        | laagste station met de meeste roltrappen; voormalig Stadtbahnstation Karlsplatz van Otto Wagner; informatiekantoor van de Wiener Linien | Innere Stadt Wieden                   | 48° 12′ 0″ NB, 16° 22′ 13″ OL  | 25 februari 1978 |
| 3002 ! | Kendlerstraße        |                                      | | | Ottakring                             | 48° 12′ 16″ NB, 16° 18′ 33″ OL | 5 december 1998  |
| 1018 ! | Keplerplatz          |                                      | Winkelstraat Favoritenstraße, Winkelcentrum "Columbuscenter"                                                               | | Favoriten                             | 48° 10′ 45″ NB, 16° 22′ 34″ OL | 25 februari 1978 |
| 4011 ! | Kettenbrückengasse   |                                      | Naschmarkt (Europees-oriëntaalse markt), Wienzeilenhuizen van Otto Wagner                                                  | | Margareten                            | 48° 11′ 49″ NB, 16° 21′ 32″ OL | 26 oktober 1980  |
| 2013 ! | Krieau               |                                      | Trabrennbahn Krieau | | Leopoldstadt                          | 48° 12′ 53″ NB, 16° 24′ 50″ OL | 10 mei 2008      |
| 3013 ! | Wien Mitte           | S1, S2, S3, S4, S7, S8, S9, S15, CAT | Winkelstraat Landstraßer Hauptstraße                                                                                       | Informatiekantoor van de Wiener Linien                                                                                                  | Landstraße                            | 48° 12′ 23″ NB, 16° 23′ 5″ OL  | 15 augustus 1978 |
| 4013 ! | Längenfeldgasse      |                                      | Schnapsmuseum (Borrelmuseum)                                                                                               | | Meidling                              | 48° 11′ 6″ NB, 16° 20′ 7″ OL   | 7 oktober 1989   |
| 1001 ! | Leopoldau            | S1, S2, S7, S8, S9, S15              | | | Floridsdorf                           | 48° 16′ 39″ NB, 16° 27′ 8″ OL  | 2 september 2006 |
| 4012 ! | Margaretengürtel     |                                      | | | Margareten                            | 48° 11′ 18″ NB, 16° 20′ 32″ OL | 26 oktober 1980  |
| 4014 ! | Meidling Hauptstraße |                                      | Winkelstraat | Het tamelijk brede perron wijst erop dat dit vroeger het eindstation van de Stadtbahn was.                                              | Meidling                              | 48° 11′ 0″ NB, 16° 19′ 42″ OL  | 26 oktober 1980  |
| 2012 ! | Messe-Prater         |                                      | Weense beurs | | Leopoldstadt                          | 48° 13′ 4″ NB, 16° 24′ 18″ OL  | 10 mei 2008      |
| 5002 ! | Michelbeuern         |                                      | Allgemeines Krankenhaus der Stadt Wien Algemeen Ziekenhuis Wenen, Medizinische Universität Wien Geneeskundige Universiteit | | Alsergrund                            | 48° 13′ 15″ NB, 16° 20′ 38″ OL | 7 oktober 1989   |
| 5008 ! | Museumsquartier      |                                      | Kunsthistorisches Museum Wien en andere musea in het MuseumsQuartier                                                       | artistiek vormgegeven | Innere Stadt Neubau                   | 48° 12′ 9″ NB, 16° 21′ 41″ OL  | 30 augustus 1980 |
| 1012 ! | Nestroyplatz         |                                      | Kriminalmuseum | | Leopoldstadt                          | 48° 12′ 54″ NB, 16° 23′ 6″ OL  | 24 november 1979 |
| 2006 ! | Neubaugasse          |                                      | MuseumsQuartier, [[[Naturhistorisches Museum Wien]], Volksgarten, Heldenplatz, Hofburg, Oostenrijks Parlement              | artistiek vormgegeven | Neubau Mariahilf                      | 48° 11′ 55″ NB, 16° 21′ 3″ OL  | 4 september 1994 |
| 6008 ! | Neue Donau           |                                      | strand, Donauinsel | | Floridsdorf                           | 48° 14′ 47″ NB, 16° 23′ 41″ OL | 4 mei 1996       |
| 1023 ! | Neulaa               |                                      | | | Favoriten                             | 48° 08′ 44″ NB, 16° 23′ 11″ OL | 2 september 2017 |
| 6023 ! | Niederhofstraße      |                                      | | | Meidling                              | 48° 10′ 51″ NB, 16° 19′ 52″ OL | 7 oktober 1989   |
| 6013 ! | Nußdorfer Straße     |                                      | Joodse begraafplaats | historische Otto Wagner-stijl | Alsergrund                            | 48° 13′ 53″ NB, 16° 21′ 9″ OL  | 7 oktober 1989   |
| 4019 ! | Ober St. Veit        |                                      | | | Hietzing                              | 48° 11′ 32″ NB, 16° 16′ 34″ OL | 20 december 1981 |
| 1024 ! | Oberlaa              |                                      | | | Favoriten                             | 48° 08′ 32″ NB, 16° 24′ 8″ OL  | 2 september 2017 |
| 3001 ! | Ottakring            | S45                                  | HTL Ottakring | | Ottakring                             | 48° 12′ 40″ NB, 16° 18′ 40″ OL | 5 december 1998  |
| 6029 ! | Perfektastraße       |                                      | | | Liesing                               | 48° 08′ 12″ NB, 16° 18′ 48″ OL | 15 april 1995    |
| 2005 ! | Pilgramgasse         |                                      | | Richting Heiligenstadt: direct toegang tot het Donaukanaal                                                                              | Margareten                            | 48° 11′ 33″ NB, 16° 21′ 16″ OL | 26 oktober 1980  |
| 1011 ! | Praterstern          | S1, S2, S3, S4, S7, S8, S9, S15      | Prater | Informatiekantoor van de Wiener Linien                                                                                                  | Leopoldstadt                          | 48° 13′ 5″ NB, 16° 23′ 31″ OL  | 28 februari 1981 |
| 2007 ! | Rathaus              |                                      | Weens raadhuis, Burgtheater                                                                                                | | Innere Stadt Josefstadt               | 48° 12′ 37″ NB, 16° 21′ 19″ OL | 30 augustus 1980 |
| 1004 ! | Rennbahnweg          |                                      | | | Donaustadt                            | 48° 15′ 27″ NB, 16° 26′ 59″ OL | 2 september 2006 |
| 1019 ! | Reumannplatz         |                                      | Amalienbad, Winkelstraat Favoritenstraße, IJssalon Tichy                                                                   | allereerste metrostation van Wenen | Favoriten                             | 48° 10′ 29″ NB, 16° 22′ 41″ OL | 25 februari 1978 |
| 3014 ! | Rochusgasse          |                                      | Winkelstraat Landstraßer Hauptstraße                                                                                       | | Landstraße                            | 48° 12′ 9″ NB, 16° 23′ 28″ OL  | 6 april 1991     |
| 4004 ! | Roßauer Lände        |                                      | | | Alsergrund                            | 48° 13′ 18″ NB, 16° 22′ 4″ OL  | 3 april 1978     |
| 3016 ! | Schlachthausgasse    |                                      | Trammuseum | | Landstraße                            | 48° 11′ 40″ NB, 16° 24′ 25″ OL | 6 april 1991     |
| 4015 ! | Schönbrunn           |                                      | Slot Schönbrunn | Historische Otto Wagner-stijl | Hietzing                              | 48° 11′ 10″ NB, 16° 19′ 9″ OL  | 31 augustus 1981 |
| 2009 ! | Schottenring         |                                      | Ringtoren | | Leopoldstadt                          | 48° 13′ 1″ NB, 16° 22′ 17″ OL  | 3 april 1978     |
| 2008 ! | Schottentor          |                                      | Universiteit Wenen, Freyung, Votivkirche, Schottenstift                                                                    | Informatiekantoor van de Wiener Linien                                                                                                  | Innere Stadt Alsergrund               | 48° 12′ 52″ NB, 16° 21′ 43″ OL | 30 augustus 1980 |
| 1013 ! | Schwedenplatz        |                                      | Urania, Ruprechtskirche, Twin City Liner (Wenen-Preßburg), (Marienbrücke)                                                  | Richting "Leopoldau": restanten van de oude stadsmuur; station ligt onder het Donaukanaal                                               | Innere Stadt                          | 48° 12′ 42″ NB, 16° 22′ 39″ OL | 15 augustus 1978 |
| 3005 ! | Schweglerstraße      |                                      | Elisabethziekenhuis | Station is artistiek vormgegeven | Rudolfsheim-Fünfhaus                  | 48° 11′ 54″ NB, 16° 19′ 42″ OL | 3 september 1994 |
| 2024 ! | Seestadt             |                                      | | | Donaustadt                            | 48° 13′ 35″ NB, 16° 30′ 30″ OL | 5 oktober 2013   |
| 6030 ! | Siebenhirten         |                                      | | | Liesing                               | 48° 07′ 50″ NB, 16° 18′ 35″ OL | 15 april 1995    |
| 3021 ! | Simmering            | S8, S9, S80                          | Wiener Zentralfriedhof via tramlijn 6 of 71.                                                                               | | Simmering                             | 48° 10′ 13″ NB, 16° 25′ 12″ OL | 2 december 2000  |
| 4002 ! | Spittelau            | S40                                  | Wirtschaftsuniversität, verbrandingstoren Spittelau in de stijl van Hundertwasser                                          | | Alsergrund                            | 48° 14′ 8″ NB, 16° 21′ 29″ OL  | 7 oktober 1995   |
| 2014 ! | Stadion              |                                      | Ernst-Happel-Stadion, Ferry-Dusika-Stadion                                                                                 | twee symmetrische perrons | Leopoldstadt                          | 48° 12′ 38″ NB, 16° 25′ 13″ OL | 10 mei 2008      |
| 2017 ! | Stadlau              | S8,S9,S80                            | HTL Donaustadt | | Leopoldstadt                          | 48° 13′ 20″ NB, 16° 26′ 56″ OL | 2 oktober 2010   |
| 4009 ! | Stadtpark            |                                      | Concertgebouw, Johann-Strauß-Denkmal, Stadtpark                                                                            | historisch in de stijl van Otto Wagner                                                                                                  | Landstraße                            | 48° 12′ 9″ NB, 16° 22′ 45″ OL  | 15 augustus 1978 |
| 1014 ! | Stephansplatz        |                                      | Stephansdom | Virgilkapelle in het station; informatiekantoor van de Wiener Linien                                                                    | Innere Stadt                          | 48° 12′ 29″ NB, 16° 22′ 18″ OL | 18 november 1978 |
| 3012 ! | Stubentor            |                                      | Stadtpark, Museum voor angewandte Kunst (Wenen) (MAK), Oude universiteit                                                   | Rails boven elkaar; restanten van de oude stadsmuur                                                                                     | Innere Stadt                          | 48° 12′ 27″ NB, 16° 22′ 46″ OL | 6 april 1991     |
| 1017 ! | Südtiroler Platz     | S1, S2, S3, S4, S8, S9, S15          | Winkelcentrum Bahnhofcity                                                                                                  | Het eerste centraal station van Wenen                                                                                                   | Wieden                                | 48° 11′ 11″ NB, 16° 22′ 25″ OL | 25 februari 1978 |
| 2010 ! | Taborstraße          |                                      | Augarten | | Leopoldstadt                          | 48° 13′ 9″ NB, 16° 22′ 52″ OL  | 10 mei 2008      |
| 1016 ! | Taubstummengasse     |                                      | Theresianum | | Wieden                                | 48° 11′ 37″ NB, 16° 22′ 13″ OL | 25 februari 1978 |
| 6018 ! | Thaliastraße         |                                      | | | Josefstadt                            | 48° 12′ 30″ NB, 16° 20′ 18″ OL | 7 oktober 1989   |
| 1020 ! | Troststraße          |                                      | | | Favoriten                             | 48° 10′ 9″ NB, 16° 22′ 49″ OL  | 2 september 2017 |
| 6025 ! | Tscherttegasse       |                                      | | | Meidling                              | 48° 09′ 55″ NB, 16° 19′ 40″ OL | 15 april 1995    |
| 4018 ! | Unter St. Veit       |                                      | | | Hietzing                              | 48° 11′ 28″ NB, 16° 17′ 9″ OL  | 20 december 1981 |
| 3009 ! | Volkstheater         |                                      | Naturhistorisches Museum Wenen, Volksgarten, Heldenplatz, Hofburg, Oostenrijks parlement                                   | | Innere Stadt Neubau                   | 48° 12′ 18″ NB, 16° 21′ 29″ OL | 30 augustus 1980 |
| 1010 ! | Vorgartenstraße      |                                      | DDSG Donauscheepvaart | Schifffahrtszentrum | Leopoldstadt                          | 48° 13′ 25″ NB, 16° 24′ 5″ OL  | 3 september 1982 |
| 6014 ! | Währinger Straße     |                                      | Volksoper | historische Otto Wagner-stijl | Alsergrund                            | 48° 13′ 32″ NB, 16° 20′ 58″ OL | 7 oktober 1989   |
| 3006 ! | Westbahnhof          | S50                                  | Wien Westbahnhof, Mariahilfer Straße                                                                                       | Deel van de passage is artistiek vormgegeven; informatiekantoor van de Wiener Linien                                                    | Neubau Mariahilf Rudolfsheim-Fünfhaus | 48° 11′ 35″ NB, 16° 19′ 26″ OL | 7 oktober 1989   |
| 3007 ! | Zieglergasse         |                                      | Winkelstraat Mariahilfer Straße                                                                                            | Rails boven elkaar | Neubau Mariahilf                      | 48° 11′ 49″ NB, 16° 20′ 45″ OL | 4 september 1994 |
| 3019 ! | Zippererstraße       |                                      | | Station met de langste roltrap | Simmering                             | 48° 10′ 47″ NB, 16° 24′ 41″ OL | 2 december 2000  |

## Spookstations
Het metronet in Wenen kent twee spookstations langs de U2. Lerchenfelder Straße heeft eerst dienst gedaan als halte in de tramtunnel uit 1966 en van 1980 tot 2003 als station op lijn U2. Het andere station, An den alten Schanzen, is nooit gebruikt. De oostelijke verlenging werd op 5 oktober 2013 geopend, maar het station voorlopig niet wegens het ontbreken van klanten. 
| Lijn   | Station               | Overstappunt | Bezienswaardigheden | Bijzonderheden                 | Weens Bezirk            | Ligging                        | Geopend        |
| ------ | --------------------- | ------------ | ------------------- | ------------------------------ | ----------------------- | ------------------------------ | -------------- |
| 2021 ! | An den alten Schanzen |              |                     |                                | Donaustadt              | 48° 13′ 43″ NB, 16° 28′ 43″ OL | ruwbouw        |
| 5006 ! | Lerchenfelder Straße  |              |                     | opgeheven op 27 september 2003 | Innere Stadt Josefstadt | 48° 12′ 25″ NB, 16° 21′ 23″ OL | buiten gebruik |

## Stations in aanbouw
In het kader van het project Linienkreuz U2xU5 zijn 7 stations in aanbouw.
| Lijn   | Station                  | Overstappunt | Bezienswaardigheden | Bijzonderheden | Weens Bezirk | Ligging                        | Geopend       |
| ------ | ------------------------ | ------------ | ------------------- | -------------- | ------------ | ------------------------------ | ------------- |
| 5003 ! | Arne-Carlsson-Park       |              |                     |                | Alsergrund   | 48° 13′ 22″ NB, 16° 28′ 31″ OL | verwacht 2027 |
| 5001 ! | Elterleinplatz           |              |                     |                | Hernals      | 48° 13′ 6″ NB, 16° 19′ 53″ OL  | verwacht 2027 |
| 5004 ! | Frankhplatz              |              |                     |                | Alsergrund   | 48° 12′ 53″ NB, 16° 21′ 23″ OL | verwacht 2025 |
| 2002 ! | Gußriegelstraße          |              |                     |                | Favoriten    | 48° 09′ 60″ NB, 16° 21′ 31″ OL | verwacht 2027 |
| 2003 ! | Matzleinsdorfer Platz    |              |                     |                | Margareten   | 48° 10′ 48″ NB, 16° 21′ 29″ OL | verwacht 2027 |
| 2004 ! | Reinprechtsdorfer Straße |              |                     |                | Margareten   | 48° 11′ 16″ NB, 16° 21′ 20″ OL | verwacht 2027 |
| 2001 ! | Wienerberg               |              |                     |                | Favoriten    | 48° 09′ 50″ NB, 16° 21′ 2″ OL  | verwacht 2027 |

## Plannen

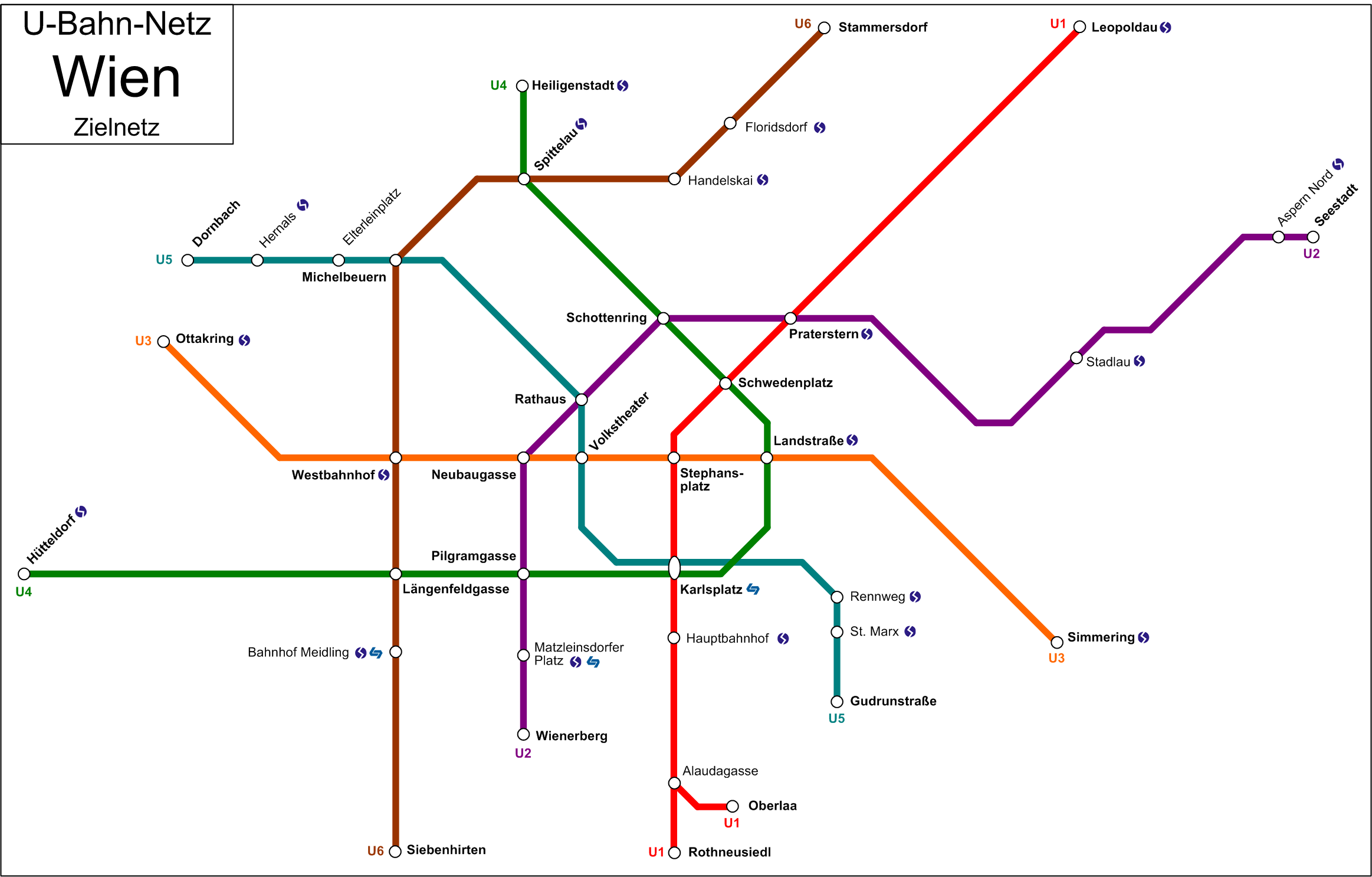
Het beoogde U-Bahn net

Om het beoogde net te voltooien zijn de volgende stations gepland maar nog niet in een bouwbesluit geconcretiseerd. 
| Lijn   | Station             | Overstappunt | Bezienswaardigheden | Bijzonderheden | Weens Bezirk | Ligging                        | Geopend |
| ------ | ------------------- | ------------ | ------------------- | -------------- | ------------ | ------------------------------ | ------- |
| 1025 ! | Rothneusiedl        |              |                     |                | Favoriten    |                                | 0 !     |
| 4999 ! | Dornbach            |              |                     |                | Hernals      |                                | 0 !     |
| 5000 ! | Hernals             |              |                     |                | Hernals      |                                | 0 !     |
| 5010 ! | Schwarzenbergplatz  |              |                     |                | Landstraße   | 48° 11′ 58″ NB, 16° 22′ 32″ OL | gepland |
| 5011 ! | Wien Rennweg        |              |                     |                | Landstraße   | 48° 11′ 41″ NB, 16° 23′ 9″ OL  | gepland |
| 5012 ! | St. Marx (Eurogate) |              |                     |                | Landstraße   | 48° 11′ 21″ NB, 16° 23′ 50″ OL | gepland |
| 5013 ! | Arsenal             |              |                     |                | Favoriten    | 48° 10′ 60″ NB, 16° 23′ 32″ OL | gepland |
| 5014 ! | Gudrunstraße        |              |                     |                | Favoriten    | 48° 10′ 39″ NB, 16° 23′ 2″ OL  | gepland |
| 6006 ! | Werndlgasse         |              |                     |                | Floridsdorf  |                                | 0 !     |
| 6005 ! | Shuttleworthstraße  |              |                     |                | Floridsdorf  |                                | 0 !     |
| 6004 ! | Siemensstraße       |              |                     |                | Floridsdorf  |                                | 0 !     |
| 6003 ! | Hanreitergasse      |              |                     |                | Floridsdorf  |                                | 0 !     |
| 6002 ! | Kummergasse         |              |                     |                | Floridsdorf  |                                | 0 !     |
| 6001 ! | Stammersdorf        |              |                     |                | Floridsdorf  |                                | 0 !     |